# Noemí Alan
Noemí Vicenta Aslán, conocida como Noemí Alan (Buenos Aires, 25 de junio de 1958), es una actriz, locutora y ex vedette y modelo argentina.

## Carrera
Noemí Alan es una popular actriz y vedette que alcanzó gran fama en las décadas de 1970 y 1980 debido a su escultural figura y a sus cualidades para la comedia. Brilló en el género de la revista porteña junto a primeros capocómicos como Jorge Porcel, Alberto Olmedo y Juan Carlos Calabró. 
En cine actuó en comedias como Departamento compartido en 1980 con la dirección de Hugo Sofovich, junto a Alberto Olmedo y Tato Bores,  Gran valor (1980) con Juan Carlos Calabró, con quien volvió a actuar en Johny Tolengo, el majestuoso en 1986, esta vez en el rol de villana, y la película La clínica loca, en 1988, donde hizo de enfermera, con Gerardo Romano y Mónica Gonzaga, entre otras.
En televisión se hizo reconocida por ser la joven sexy que se sacaba una prenda al final de la "tandita" en el programa Híperhumor en 1988 en la que compartió pantalla con los grandes humoristas uruguayos Berugo Carámbula, Ricardo Espalter, Enrique Almada, Julio Frade, Eduardo D'Ángelo y Andrés Redondo.
En el 2018 ganó un Premio Carlos por su labor como mejor actriz en la obra Extinguidas.

## Vida privada
Estuvo casada con el actor Edgardo Moreira, con quien tuvo dos hijos, pero al tiempo se desgastó con denuncias de por medio y escándalos televisivos.
Sus problemas de consumo de estupefacientes, las acusaciones que recibió tras una foto escandalosa con el represor Jorge “El Tigre” Acosta y la terrible muerte de su hermano durante un incendio fueron temas que, a lo largo de varios años, afectaron su presencia en los medios y su salud en general.

## Trabajos realizados

### Televisión
- Calabromas (1978)
- La peluquería de don Mateo (1981)
- Stefanía (1981)
- Operación Ja-Já (1981 - 1984)
- El camionero y la dama (1985)
- El lobo (1986)
- Matrimonios y algo más (1987)
- Supermingo (1987 - 1988)
- Híperhumor (1988)
- No va más, la vida nos separa (1989)
- Las comedias de Darío Vittori (1990)
- Tres minas fieles (1994)
- Montaña Rusa (1995)
- La fiesta (1995-1997)
- Videotour (1995-1996)
- De costa a costa (1996)
- Polémica en el bar (1997)
- Mitos, crónicas del amor descartable (2009)
- Mediática (2009-2012)
- Mi problema con las mujeres (2012)
- Quien quiere ser millonario (2019)

### Cine
- Departamento compartido (1980)
- Gran valor (1980)
- Ritmo, amor y primavera (1981)
- Se acabó el curro (1983)
- Camarero nocturno en Mar del Plata (1986)
- Johny Tolengo, el majestuoso (1987)
- La clínica loca (1988)
- Nos habíamos ratoneado tanto (2013)
- La vida sin brillos (2017)
- Shembo, el esclavo del mal (2018)

### Teatro y Eventos
- Revueltos a la francesa (????) - junto a Daniel Fanego y Juan Carlos Dual.
- La Importancia de ser ladrón (1996) junto a Roberto Catarineau, María Rosa Fugazzot, César Bertrand, Luis Mazzeo, Juan Carlos Ricci y gran elenco.
- Con mujeres, nada (1999) - junto a María Aurelia Bisutti y elenco. San Clemente y otras ciudades de la costa.
- Rubro 59 (2003) - junto a Daniela Penerini, Mariana Díaz, Viviana Colmenero y Mariana De Melo.
- Esta noche no, querida (2006) - Teatro Astral de Mar del Plata junto a Rodolfo Ranni, Campi, Denise Dumas, Roberto Catarineu, Ginette Reynal, Liliana Vercellini, Victoria Vannucci, Carolina Molinari, Mariano Rodríguez y Julio Marticorena.
- Vivita y coleando (2007) - Casa de la Cultura (Villa Gesell) - Unipersonal
- Aserrín y pan rallado (2007) - Espacio Cultural Instituto CEIAC junto a Chamaco Peyronel.
- El combinado (2007) - Teatro Auditorium Bauen junto a Miguel Jordán y Fabiana Maneiro.
- Pinamar Fashion Day (2007) - Presentación de la colección del diseñador Manuel Cabane.
- Un bebe de París (2008) - Cine "Tita Merello" (UNLA) junto a Raúl Fillipi, Miguel Ávila, Aldo Pastur, Alejandro Intrieri y elenco.
- Los muchachos de antes no usaban gomina (2009) - Universidad Nacional de Lanús junto a Esteban Prol, Emilio Bardi y elenco.
- El conventillo de la Paloma (2009) - Cine "Tita Merello" (UNLA) junto a Aldo Pastur, Miguel Ávila, Alejandro Intrieri y elenco.
- La Tana, como en casa y a corazón abierto (2007 a 2011) - Unipersonal contando anécdotas de su vida artística y personal.
- Escoria (2009 a 2010) - Teatro Del Pueblo junto a Liliana Benard, Héctor Fernández Rubio, Osvaldo Guidi, Julieta Magaña, Paola Papini, Marikena Riera, Willy Ruano, Gogo Rojo y Cristina Tejedor.
- Fiesta de la Empanada de O´Higgins 2012 (2012) - Animación junto a Juan Carlos Malavolta.
- Humor para todos y... todas (2014) - Complejo - Sala "Colette" junto a Jorge Troiani, Albertito Olmedo, Sergio "Romerito" Romero, Norma Serein, Tatiana Vázquez, Daiana Romero, Cintia Cerein y Anitha Andrea.
- Extinguidas (2015 - 2017) - Teatro Regina junto a Naanim Timoyko, Beatriz Salomón, Luisa Albinoni, Patricia Dal, Sandra Smith, Silvia Peyrou, Pata Villanueva, Mimi Pons y Adriana Aguirre. Dirección José María Muscari.
- Humor para todos y todas (2023) con Jorge Troiani y El Mini.

- No hay plata...hay humor!!! (2024) con Gustavo Moro, Adriana Chaumont, Martin Russo y Candu Domínguez.

### Radio
- La tana en el sur (durante 7 años)